# Daphne (wyspy)
Daphne – grupa złożona z dwóch małych wysp, w archipelagu Galapagos, należącym do Ekwadoru. Leży w centralnej części archipelagu.

## Warunki naturalne

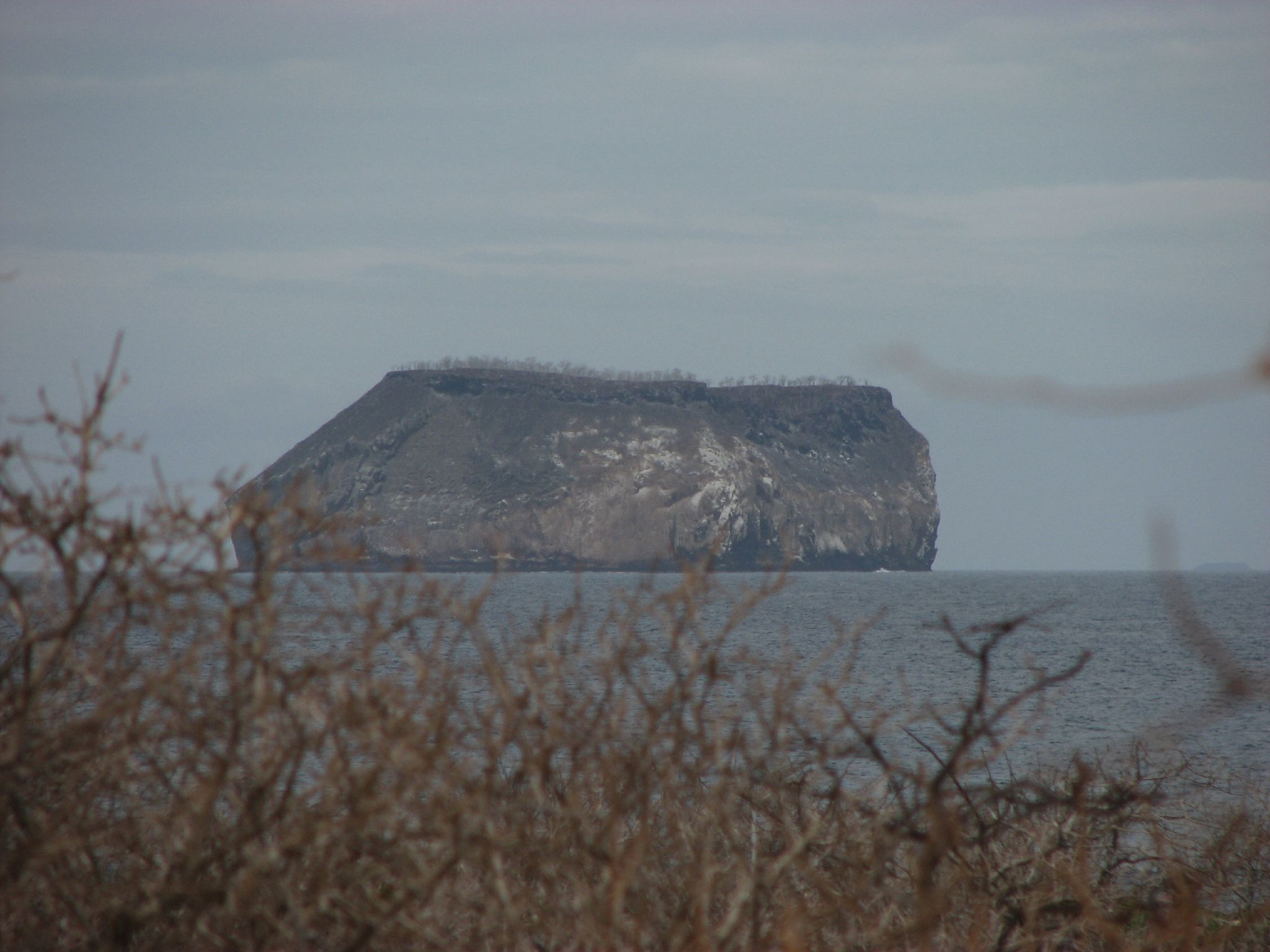
Daphne Menor

Daphne Mayor i Menor dwie małe wysepki, będące wulkanicznymi stożkami tufowymi. Leżą w pobliżu znacznie większej wyspy Santa Cruz. Daphne Mayor jest częściowo zerodowana, mniejsza wyspa jest silniej zerodowana, a jej brzegi podcięte przez morze nabrały charakteru klifów. Na obu wyspach nie rosną drzewa. Park Narodowy Galapagos ogranicza dostęp do Daphne Mayor, na Daphne Menor turyści nie mają wstępu.

## Fauna i flora
Środowisko wysp Daphne jest wrażliwe, a ze względu na sąsiedztwo większych, zamieszkanych wysp występuje zagrożenie introdukcją obcych gatunków. Na Daphne Mayor występują ptaki morskie, w tym faeton białosterny, głuptak galapagoski, głuptak niebieskonogi i fregata wielka. Odwiedzający wyspy mogą spotkać także uszatki i jaskółczaki widłosterne. Miejscowe zięby Darwina były tematem trwającego 40 lat programu badań nad ewolucją. Ptaki zostały oznaczone i były stale monitorowane; badania zostały opisane w książce „Dziób zięby”.
U wybrzeży obu wysp można nurkować. W morzu spotykane są mantowate, rekiny i inne ryby pelagiczne. Na podmorskich zboczach wysp występują barwne organizmy bentoniczne, takie jak koralowce.